# Aganosma
Aganosma – rodzaj roślin z rodziny toinowatych (Apocynaceae). Obejmuje 9 gatunków występujących w południowo-wschodniej Azji. Wykorzystywane są jako substytut kawy i herbaty.

## Morfologia
Pnącza z białym sokiem mlecznym. Liście naprzeciwległe. Kwiaty okazałe, skupione w wierzchotkowe kwiatostany przypominające baldachogrono na szczytach pędów lub wyrastających w kątach liści. Kielich zrosłodziałkowy, ale głęboko wcinany, z działkami zwykle dłuższymi od płatków korony. Te zawsze białe, zrosłe w rurkę i na szczycie rozpostarte. Owocem jest wąski mieszek zawierający spłaszczone nasiona.

## Systematyka
Pozycja według APweb (aktualizowany system APG III z 2009)
Rodzaj z plemienia Apocyneae z podrodziny Apocynoideae należącej do rodziny toinowatych (Apocynaceae) z rzędu goryczkowców (Gentianales) w obrębie dwuliściennych właściwych.
Wykaz gatunków
- Aganosma breviloba Kerr
- Aganosma cymosa (Roxb.) G.Don
- Aganosma gracilis Hook.f.
- Aganosma heynei (Spreng.) ined.
- Aganosma lacei Raizada
- Aganosma petelotii Lý
- Aganosma schlechteriana H.Lév.
- Aganosma siamensis Craib
- Aganosma wallichii G.Don